# 채제민
채제민(1969년 3월 6일 ~ )은 대한민국의 드러머이다. 현재 록 밴드 부활의 드러머, 경복대학 드럼전공 교수, 도깨비라디오의 진행자이다.
부활의 공식 앨범 6, 7, 8, 9, 10, 11, 12, 13집 발표에 이어 최근활동으로 전국콘서트 일정중 발표한 싱글앨범 등이 있다.

## 약력

### 데뷔 후 (1987년 ~ 현재)

#### 부활 (1987년 ~ 99년)
1988년 티삼스 1집 앨범 [티삼스]
약력
- 1987 MBC 강변가요제 동상, 가창상 수상 티삼스[매일매일 기다려]
- 1988 아세아 레코드 전속 티삼스 1집 앨범 발매.
- 1980년 말 1990년 초 잠시 부활 드러머로도 활동한 것으로 방송에서 알려졌다.
- 1992~1993 이승환의 The Show 라이브앨범에 퍼커션 멤버로 참여.

#### 록 밴드 부활의 드러머 (1999년)
1998년 대한민국 록 밴드인 부활의 드러머 선배 뒤를 이어 5번째 부활의 드러머로 부활 6집 앨범인 [ IDEAL SIGHT ]으로 부활 활동을 시작하였다.

#### 부활 (2006년 ~ 08년)
2006년 부활 11집 앨범인 사랑에 이어 2007년, 2008년 드라마 OST에 참여하였다.
- 2000 마이더스 기획 주니퍼 팀 1집 발매.
- 1999 크림레코드 전속 부활 6집 앨범 발매.
- 2005~ 록 뮤지컬 헤드윅 출연.
- 2007 록 그룹 NOISE 11 팀 결성. 록페스티벌 및 클럽 공연.

2006년 부활 11집 앨범인 사랑에 이어 2007년, 2008년 드라마 OST에 참여하였다.

#### 부활 (2009년)
2009년의 시작으로 02월 부활 스페셜 앨범 부활 25th Song Book 발표, 08월 25th Anniversary: Retrospect I를 발표하였다. 그 후 연말 수상식인 2009 Mnet Asian Music Awards의 록 음악상과 2009 대한민국문화연예대상 가요 부문 10대 가수상을 부활과 함께 수상하였다.

#### 행진 (2010년~현재)
채제민은 2005년 3월 25th Anniversary: Retrospect II의 발표에 이어 2010 남아공 월드컵 응원 앨범인 The Shouts Of Reds. United Korea에 참여하였다.

### 록 밴드 부활
부활은 대한민국 남성 록 그룹으로 1986년도에 결성됐다. 김태원, 최우제, 채제민, 박완규가 부활의 최근 멤버다. 채제민은 현재 부활의 드러머로 활약 중이다. 최근 부활 정규앨범인 12집 앨범의 이름은 25th Anniversary: Retrospect로 1부, 2부로 나뉘어 발표됐다.

## 음반

#### 부활/채제민 정규앨범
| 앨범명                         | 타이틀 곡            | 발매일           | 레이블                 |
| 이상(理想) 시선                | "가능성"             | 1999년 2월 1일   | (사)한국음원제작자협회 |
| Color                          | "안녕"               | 2000년 12월 28일 | Cream record           |
| 새, 벽                         | "Never Ending Story" | 2002년 8월 31일  | SM 엔터테인먼트        |
| Over The Rainbow               | "아름다운 사실"      | 2003년 12월 19일 | 씨제이이앤엠           |
| 서정                           | "서정"               | 2005년 7월 6일   | 엠넷미디어             |
| 사랑                           | "사랑"               | 2006년 12월 1일  | 케이티뮤직             |
| 25th Anniversary: Retrospect I | "생각이나"           | 2009년 8월 14일  | 케이티뮤직             |
| Purple Wave                    | "차갑다"             | 2012년 6월 8일   | 케이티뮤직             |

#### 부활/채제민 비정규앨범
| 앨범명                                  | 채제민 드럼/타이틀곡                            | 발매일          | 레이블          |
| Red Devil - Reds Go Together            | "붉은 물결"                                     | 2006년 5월 25일 |                 |
| Live&Unplugged                          | "노을 Unplugged"                                | 2006년 6월 16일 |                 |
| 사랑. 이별. 그리움...                   | "비(悲)"                                        | 2009년 2월 10일 | 다이렉트미디어  |
| Return Zero                             | "애벌레"                                        | 2009년 5월 21일 | 소리바다 미디어 |
| The Shouts Of Reds. United Korea        | "태양은 있다"                                   | 2010년 3월 4일  | 케이티뮤직      |
| 부활 사랑해서 사랑해서                  | "사랑해서 사랑해서"                             | 2010년 9월 7일  | 케이티뮤직      |
| 그때가 지금이라면                       | "그때가 지금이라면"                             | 2011년 3월 29일 | 네오위즈인터넷  |
| 부활 Collaboration Project 2            | "누구나 사랑을 한다 (With. 정단 박완규 이성욱)" | 2011년 4월 7일  | 케이티뮤직      |
| 가슴에 그린 성 (Vision In Mind)         | "가슴에 그린 성 (Vision In Mind)"               | 2011년 7월 4일  | 소니뮤직        |
| 무사 백동수 OST Part.4 (SBS 월화드라마) | "The Only Road"                                 | 2011년 7월 20일 | 다날            |

#### OST 및 스페셜앨범
| ' | "" | 2010년 월 일 | [ 18 ] [ 19 ] [ 21 ] [ 22 ] |

## 라이브세션 활동내역
- 1990~1998 이승환 세션 [Percussion]
- 1996~2002 이승철 세션 [Percussion & Drums]
- 1998~2008 신승훈 세션 [Percussion]
- 1998~2003 이선희 세션 [Drums]
- 1997~2008 박미경 세션 [Drums]
- 2000~2002 유희열 TOY [Percussion]
- 2000~2003 변진섭 세션 [Drums]
- 2001~2002 조성모 세션 [Percussion]
- 2003~2005 G.O.D 세션 [Percussion]
- 2001 신화 세션 [Percussion]
- 2005~ 뮤지컬 헤드윅 [Drums]
- 2007 김건모 세션[Percussion]
- 2006~2007 김수철 세션 [Drum]
- 2007~2008 SG 워너비 세션 [Percussion]
- 2007 프랑스뮤지컬 오리지널캐스팅 공연 [Drums]

## 레코딩 세션
- 이승환 THE SHOW LIVE 앨범/ HIS BALLAD 앨범/이오공감 앨범
- 이수영 2집 NEVER AGAIN / 2001 LIVE 앨범
- 이승철 6.5집 CONFESSION / 2000 LIVE 앨범
- TOY 3집 앨범
- 김경호 6집 《THE LIFE》 앨범
- 뮤지컬 《올슉업》 녹음
- 2007 뮤지컬어워드 음악감독상수상
- 뮤지컬 《헤드윅》 OST
- 뮤지컬 《나쁜녀석들》 녹음

## 수상

### 부활/채제민 (2009년)
- 2009 Mnet Asian Music Awards 록 음악상 수상 (부활 11월 21일)[12]
- 2009 대한민국문화연예대상 가요 부문 10대 가수상 수상 (부활 11월 30일)[13]